# Могила, Симион
Симион Могила (молд. Симион Мовилэ; после 1559? — 14 сентября 1607) — Господарь Валахии (Мунтении) в 1600-1602 годах (дважды) и господарь Молдавии в 1606-1607 годах.

## История
Брат Иеремии Могилы, отец Петра Могилы.
Правил в Валахии (Мунтении) с октября 1600 по 3 июля 1601 и с августа 1601 по август 1602 годов.
Правил в Молдавии с 30 июня (10 июля) 1606 по 14 (24) сентября 1607 годов.
Происходил из молдавского боярского рода Могил, находившегося в родстве с польскими магнатскими родами Потоцких и Вишневецких. Сын Ивана (Ионы) Могилы (1520—1570) и Марии, дочери господаря Молдавии Петра Рареша, младший брат молдавского господаря Иеремии Могилы.
В 1595 г. гетман великий коронный Ян Замойский во главе польской армии вступил в Молдавию, где посадил на господарский престол польского ставленника Иеремию Могилу. В 1597 году молдавский господарь Иеремия назначил своего младшего брата Симиона сучавским гетманом.
В 1599 году польское правительство, трансильванский князь Андраш (Анджей) Батори и молдавский господарь Иеремия Могила решили отстранить от власти валашского господаря Михая Храброго (Витязула) и посадить на валашский престол Симеона Могилу. Но Михай Витязул начал военные действия первым. В 1599 году валашский господарь вступил в Трансильванию, разгромил в битве под Сибиу князя Андраша Батори, который во время бегства был убит восставшими секеями. В августе 1600 года Михай Витязул вторгся в Молдавию и оккупировал княжество. Молдавский господарь Иеремия Могила бежал в Хотинский замок, откуда обратился за помощью к Польше. Между тем Михай Храбрый (Витязул) объединил под своей властью Валахию, Трансильванию и Молдавию.
В 1600 году в Молдавию вновь вступила польская армия под командованием гетмана великого коронного Яна Замойского, который разгромил войска Михая Храброго. Сигизмунд Батори вновь занял княжеский трон Трансильвании, а Иеремия Могила вторично стал господарем Молдавии. Осенью 1600 года Симеон Могила был посажен на господарском престоле в Валахии, где началась гражданская война со сторонниками Михая Храброго. В июле 1601 года после смерти Михая Витязула Симон Могила был изгнан из Валахии, где господарем стал Раду Щербан. При военной помощи поляков Симон Могила смог вернуть себе господарский престол в Валахии, но в августе 1602 года был вторично изгнан.
В 1606 году скончался молдавский господарь Иеремия Могила, назначив своим преемником малолетнего сына Константина. В июле 1606 года Симеон Могила изгнал своего племянника и сам занял молдавский господарский престол. 14 сентября 1607 года Симеон Могила скончался, отравленный Елизаветой, вдовой его брата Иеремии.
Симеон Могила назначил своим преемником сына Михаила, который вскоре был изгнан двоюродным братом Константином при помощи польских отрядов Самуила Корецкого, Михаила Вишневецкого и Стефана Потоцкого.
Был женат на трансильванской княжне Маргарите. Дети: Пётр Могила (1596—1647), митрополит Киевский; Моисе Могила (1596—1661), господарь Молдавии (1630—1634); Гавриил Могила (ум. 1635), господарь Валахии (1616, 1618—1620); Михаил Могила (ум. после 1607), господарь Молдавии (1607); Павел Могила и Иван (Иона) Могила.